# Megachile okahandjica
Megachile okahandjica är en biart som beskrevs av Embrik Strand 1911. Megachile okahandjica ingår i släktet tapetserarbin, och familjen buksamlarbin. Inga underarter finns listade i Catalogue of Life.